# David Keightley
Pour les articles homonymes, voir Keightley.
David Noel Keightley, né le 25 octobre 1932 à Londres et mort le 23 février 2017 à Oakland (Californie), est un sinologue, historien et chercheur américain. 
Il est également professeur d'histoire chinoise à l'Université de Californie à Berkeley pendant de nombreuses années. Il est connu pour ses recherches sur les inscriptions oraculaires.

## Biographie
David N. Keightley est né à Londres le 25 octobre 1932 et y vit jusqu'à ce que sa famille déménage aux États-Unis en 1947.

## Récompenses
- 1978 : Guggenheim Fellowship
- 1986 : MacArthur Fellows Program

## Publications
- Public Work in Ancient China: A Study of Forced Labor in the Shang and Early Chou,  Ph.D. dissertation, Columbia University, 1969
- David N. Keightley, Sources of Shang History: The Oracle-Bone Inscriptions of Bronze Age China, Berkeley, Los Angeles, University of California Press, 1978 Google Books.
- The Origins of Chinese Civilization, Berkeley, Los Angeles, University of California Press, 1983 Google Books
- David N. Keightley, The Cambridge History of Ancient China, Cambridge, Cambridge University Press, 1999, 232–291 p., « The Shang: China's First Historical Dynasty »
- David N. Keightley, The Ancestral Landscape: Time, Space, and Community in Late Shang China (ca. 1200-1045 B.C.), Berkeley, Institute of East Asian Studies, University of California, Berkeley, 2000
- David N. Keightley, These Bones Shall Rise Again: Selected Writings on Early China, Albany, SUNY Press, 2014